# Mark 4 (核爆弾)
Mark 4はアメリカ合衆国が開発した核爆弾。Mark 3・ファットマンを戦後に改良したものである。1949年に生産を開始し、550発が生産され、1953年まで配備された。弾頭部はW4核弾頭としてSM-62スナーク・ミサイルに使用される計画もあったが、こちらは実用化されず1951年に開発中止となった。
前身となったMark 3・ファットマンは、戦時に初のインプロージョン型原爆として開発された兵器であり、生産性や安全性に問題を有していた。Mark 4は外形や弾頭など、主要設計はMark 3と同等であるものの、生産性や安全性について改良が施されたものとなっている。大きさは直径60インチ、長さ128インチとMark 3とほぼ同じであるが、重量は10,800から10,900ポンドとMark 3の10,200ポンドよりやや重くなっている。
安全装置はIn flight insertion(IFI)というものであり、航空機に搭載中は核物質の一部を取り外し、事故の際でも臨界に達しないようにしている。これは初期のアメリカの核爆弾に共通した装置であるが、Mark 4から取り入れられた。安全装置の解除は爆弾内部にアクセスし、核物質を所定の場所に取り付ける必要がある。Mark 4は核分裂反応によるものであり、核物質としてウラン・プルトニウムの混合物をピットに使用していた。ピットの形状は、アメリカの核兵器の規格でタイプCおよびタイプDのものであった。
幾つかのサブタイプが存在し、威力はそれぞれ1、3.5、8、14、21、22、31キロトンであった。B-29やB-36のほか、アメリカ海軍のAJサベージにも搭載された。
なお、Mark 4の成功を受けて、後継のMark 6が開発されている。
1950年、カナダ上空での輸送中の事故により一個を空中廃棄し、現在も見つかっていない。ただし、プルトニウムは含まれていないため、核爆発の恐れはないとされる。